# 日本調教師会
一般社団法人日本調教師会（にほんちょうきょうしかい）とは、日本中央競馬会（JRA）に所属する調教師によって組織されている業界団体。元農林水産省管轄。

## 概要
調教師の技術の向上、厩舎制度の施行および改善などを目的として、1951年12月26日に「日本調教師騎手会」が設立。のちに騎手会が独立し「日本調教師会」となる。美浦トレーニングセンターに関東本部、栗東トレーニングセンターに関西本部がある。役員は会長1名、副会長2名、東西本部長各1名、専務理事2名、常務理事2名、監事2名となっており、これらは20名からなる理事の互選で選出される。役員の任期は2年。
おもな事業内容は、厩舎制度の施行・改善、競走馬の預託制度の改善、飼養管理の合理化、調教師の技術向上のための研修、これらを実現するための情報の収集・提供などとなっている。また、厩務員、調教厩務員、調教助手が組織する労働組合との団体交渉を行っている。

## 歴代会長
| 代 | 氏名       | 所属 | 在任期間                                     |
| -- | ---------- | ---- | -------------------------------------------- |
| 1  | 尾形藤吉   | 関東 | 1951年12月 - 1976年1月                       |
| 2  | 武田文吾   | 関西 | 1976年2月 - 1978年1月                        |
| 3  | 藤本冨良   | 関東 | 1978年2月 - 1980年1月                        |
| 4  | 武田文吾   | 関西 | 1980年2月 - 1982年1月                        |
| 5  | 藤本冨良   | 関東 | 1982年2月 - 1984年1月                        |
| 6  | 田中朋次郎 | 関東 | 1984年2月 - 1988年2月                        |
| 7  | 保田隆芳   | 関東 | 1988年2月 - 1994年2月                        |
| 8  | 鈴木康弘   | 関東 | 1994年2月 - 2004年2月 ※2004年2月より名誉会長 |
| 9  | 中村均     | 関西 | 2004年2月 - 2010年2月                        |
| 10 | 尾形充弘   | 関東 | 2010年2月 - 2012年3月                        |
| 11 | 橋田満     | 関西 | 2012年3月 - 2014年2月                        |
| 12 | 二ノ宮敬宇 | 関東 | 2014年2月 - 2016年3月                        |
| 13 | 橋田満     | 関西 | 2016年3月 - 2022年2月 ※2022年2月より名誉会長 |
| 14 | 手塚貴久   | 関東 | 2022年2月 - 2024年2月                        |
| 15 | 中竹和也   | 関西 | 2024年2月 -                                  |

## 参考資料
- 日本調教師会50年史編纂委員会（編）『日本調教師会50年史』（日本調教師会、2002年）
- 第5回我が国の競馬のあり方に係る有識者懇談会議事録（平成15年6月26日）
- 社団法人日本調教師会説明資料（平成15年6月26日）